# Eliminatórias para o Campeonato Africano das Nações de 2023 – Grupo K
O Grupo K das Eliminatórias para o Campeonato Africano das Nações de 2023 foi um dos doze grupos que definiram as equipes que se classificaram para o Campeonato Africano das Nações de 2023. Participaram quatro seleções: África do Sul, Libéria, Marrocos e Zimbábue. Contudo, em 23 de maio de 2022, a CAF anunciou que a seleção de Zimbábue foi desqualificada das eliminatórias devido à suspensão da Associação de Futebol do Zimbabwe pela FIFA.
As equipes jogaram uma contra a outra no formato todos contra todos entre julho de 2022 e outubro de 2023.

## Classificação
| Pos | Equipe        | Pts | J | V | E | D | GP | GC | SG | Classificado                           |  | MAR   | RSA   | LBR   | ZIM   |
| --- | ------------- | --- | - | - | - | - | -- | -- | -- | -------------------------------------- |  | ----- | ----- | ----- | ----- |
| 1   | Marrocos      | 9   | 4 | 3 | 0 | 1 | 8  | 3  | +5 | Campeonato Africano das Nações de 2023 |  | —     | 2–1   | 3–0   | Canc. |
| 2   | África do Sul | 7   | 4 | 2 | 1 | 1 | 7  | 6  | +1 | Campeonato Africano das Nações de 2023 |  | 2–1   | —     | 2–2   | Canc. |
| 3   | Libéria       | 1   | 4 | 0 | 1 | 3 | 3  | 9  | −6 |                                        |  | 0–2   | 1–2   | —     | Canc. |
| 4   | Zimbabwe      | 0   | 0 | 0 | 0 | 0 | 0  | 0  | 0  | Desqualificado                         |  | Canc. | Canc. | Canc. | —     |

## Partidas
| 9 de junho de 2022 | Zimbabwe | Cancelado | Libéria |  |
| 15:00 (UTC+2)      |          | Relatório |         |  |

| 9 de junho de 2022 | Marrocos                    | 2 – 1     | África do Sul | Estádio Príncipe Moulay Abdellah, Rabat |
| 20:00 (UTC+1)      | En-Nesyr 51' · El Kaabi 88' | Relatório | 8' Foster     | Árbitro: TUN Sadok Selmi                |

| 13 de junho de 2022 | África do Sul | Cancelado | Zimbabwe |  |
| 15:00 (UTC+2)       |               | Relatório |          |  |

| 13 de junho de 2022 | Libéria | 0 – 2     | Marrocos                      | Estádio Mohammed V, Casablanca |
| 20:00 (UTC+1)       |         | Relatório | 56' (pen) Fajr · 57' En-Nesyr | Árbitro: NIG Mohamed Moussa    |

| 24 de março de 2023 | África do Sul    | 2 – 2     | Libéria                     | Complejo Samuel Kanyon Doe, Monróvia |
| 18:00 (UTC+2)       | Foster 11' (pen) | Relatório | Tisdell 68' · Sangare 90+1' | Árbitro: ETH Bamlak Tessema Weyesa   |

| 24 de março de 2023 | Marrocos | Cancelado | Zimbabwe |  |
| (UTC+0)             |          | Relatório |          |  |

| 28 de março de 2023 | Libéria   | 1 – 2     | África do Sul              | Complexo Desportivo Samuel Kanyon Doe, Monrovia |
| 16:00 (UTC+0)       | Jebor 35' | Relatório | Lepasa 19' · Mayambela 53' | Árbitro: GHA Daniel Nii Laryea                  |

| março de 2023 | Zimbabwe | Cancelado | Marrocos |  |
| (UTC+2)       |          | Relatório |          |  |

| 17 de junho de 2023 | África do Sul         | 2 – 1     | Marrocos   | Estádio FNB, Joanesburgo           |
| 17:00 (UTC+2)       | Munir 5' · Lepasa 48' | Relatório | Ziyech 60' | Árbitro: CHA Alhadi Allaou Mahamat |

| junho de 2023 | Libéria | Cancelado | Zimbabwe |  |
| (UTC+0)       |         | Relatório |          |  |

| outubro de 2023 | Marrocos                                     | 3 – 0     | Libéria | Grande Estádio de Agadir, Agadir     |
| (UTC+1)         | Harit 45+2' · El Kaabi 59' (pen) · Adili 89' | Relatório |         | Árbitro: MAU Ahmad Imtehaz Heeralall |

| setembro de 2023 | Zimbabwe | Cancelado | África do Sul |  |
| (UTC+2)          |          | Relatório |               |  |